# Tivenys (kommunhuvudort)
Tivenys är en kommunhuvudort i Spanien.   Den ligger i provinsen Província de Tarragona och regionen Katalonien, i den östra delen av landet, 400 km öster om huvudstaden Madrid. Tivenys ligger 23 meter över havet och antalet invånare är 868.
Terrängen runt Tivenys är kuperad norrut, men söderut är den platt. Tivenys ligger nere i en dal som går i nord-sydlig riktning. Runt Tivenys är det ganska tätbefolkat, med 134 invånare per kvadratkilometer. Närmaste större samhälle är Tortosa, 10,6 km söder om Tivenys. 